# ワンリルキス
ワンリルキス（OneLittleKiss）は、日本の声優ユニット。『声優バラエティー SAY!YOU!SAY!ME!』の声優アイドルユニット企画から誕生したユニットである。レコードレーベルはT-Palette Records。

## 概要
新人声優の中から、各界の優れたプロデューサーたちがオーディション、ユニットを結成して活動を計画する企画から誕生した声優ユニットである。古木のぞみ、藤村鼓乃美、三上遥香、森千早都の4人からなる。
リーダーの古木はマウスプロモーションに所属、藤村と森はAIR AGENCYに所属、三上は81プロデュースに所属する声優である。藤村は2009年頃から、古木と森は2010年頃から、三上は2011年頃から声優として活動を開始している。2015年以降、新規の活動が見られず、活動停止状態となっている。
イメージカラーは古木がピンク、藤村が青（水色）、三上が赤、森が緑となっている。

## 活動

### 声優バラエティー SAY!YOU!SAY!ME!
声優バラエティー SAY!YOU!SAY!ME!第一回放送より企画がスタートし、8月放送で打ち合わせと言われ、パセラ秋葉原店に呼び出された時にメンバーを発表。その後の月の放送からは触れられることはなく番組は終了した。

### 番組終了後の動向
2011年
- 12月、インターネットラジオ番組『○○○○のSAY!YOU!SAY!ME!R!』（のち『ワンリルキスのSAY!YOU!SAY!ME!R!』）がUstreamと番組サイト内コーナーページで配信開始。2013年9月5日の配信回をもって終了するまで、全87回配信された。
2012年3月20日の特別番組『SAY!YOU!SAY!ME! 夜と朝のあいだスペシャル!』にてユニット名が「ワンリルキス」に決定したことが報告された。

2012年
- 3月31日、デビューシングル「いつか、『SAY!YOU!SAY!ME!』」がアニメ コンテンツ エキスポ 2012で限定発売された[2]。その後、テレビ愛知ショッピングで発売。田中貴プロデュース、西寺郷太作詞、細野しんいち作曲。
- 4月29日、ポートメッセなごやで行われたマンモスフリーマーケット2012 Springにてワンリルキスとして初のイベントが行われた。そこで新曲『シランプリ』が初披露された。
- 8月4日、名古屋・栄のオアシス21で行われた世界コスプレサミットのチャンピオンシッププレイベントにてジューシィ・フルーツのカバー曲「恋はベンチシート」、新曲「チョップスティック・ラブ」を初披露し、「いつか、『SAY!YOU!SAY!ME!』」、「シランプリ」の4曲を披露。
- 9月11日、渋谷 O-WESTでラーメンとロックのFES「BOOTCAMP Vol.3」で東京初ライブを行う[3]。田中貴（サニーデイ・サービス）擁する田中貴BANDのボーカルとして出演。
- 10月6日、名古屋・栄のオアシス21で行われたケーブルフェスタのAT‐Xステージに出演。金田朋子、保村真とトーク、ライブを行った。
- コミックマーケット83のniconicoブースで行われていた生放送に古木のぞみが3日間とも登場した[注 2]。

2013年
- 3月17日タワーレコード新宿店にて3rdシングル「チョップスティック・ラブ」のインストアイベントを開催[4]。「チョップスティック・ラブ」、「恋はベンチシート」、「いつか、『SAY! YOU! SAY! ME!』」の3曲を歌い、その後CDを購入した方にサイン会・握手会を実施[5]。
- 6月9日、渋谷Goldで行われたSAWA☆Debut 5th Anniversary バシバシ!!ワイワイ!! SAWAのカム着火祭にゲスト出演。4thシングル「恋してほしくて」とC/W「You and me」を含めた全6曲を披露。
- 6月12日、タワーレコード新宿店にて4thシングル「恋してほしくて」のインストアイベントを開催。「恋してほしくて」、「You and me」、「いつか、『SAY! YOU! SAY! ME!』」の3曲を披露[6]。また6月29日にもタワーレコード名古屋パルコ店にてインストアイベントを開催[7]。「恋してほしくて」、「恋はベンチシート」、「いつか、『SAY! YOU! SAY! ME!』」、「You and me」の4曲を披露。
- 6月30日、Zepp Nagoyaで行われた「AT-X SECRET PARTY in NAGOYA」にゲスト出演。「恋してほしくて」、「いつか、『SAY! YOU! SAY! ME!』」と「スウィンギン・レビュー'47」[注 3]をメンバーの藤村がソロで披露。
- 7月23日、同年夏にT-Palette Recordsへの参加と、同年9月11日に参加第1弾シングル「忘れられないよ」のリリースが発表された[8]。
- 7月25日、スカイガレオンシリーズ3周年記念キャンペーンキャラクターに決定[9]。

## メンバー
| 氏名       | 読み            | 愛称       | 所属                 | 出身地             | イメージカラー |
| ---------- | --------------- | ---------- | -------------------- | ------------------ | -------------- |
| 古木のぞみ | ふるき のぞみ   | のんちゃん | マウスプロモーション | 長崎県（五島列島） | ■ピンク        |
| 藤村鼓乃美 | ふじむら このみ | にゃー     | AIR AGENCY           | 福岡県             | ■青（水色）    |
| 三上遥香   | みかみ はるか   | みかみん   | 81プロデュース       | 神奈川県           | ■赤            |
| 森千早都   | もり ちさと     | ちーちゃん | AIR AGENCY           | 静岡県             | ■緑            |

## ディスコグラフィ

### シングル
| #                 | タイトル                       | 発売日         | 規格       | 規格品番                 | 収録曲 | 備考                                        |
| 株式会社08        | 株式会社08                     | 株式会社08     | 株式会社08 | 株式会社08               | 株式会社08 | 株式会社08                                  |
| ----------------- | ------------------------------ | -------------- | ---------- | ------------------------ | --- | ------------------------------------------- |
| 1                 | いつか、『SAY! YOU! SAY! ME!』 | 2012年3月31日  | CD         | ZC-201                   | 1. いつか、『SAY! YOU! SAY! ME!』 | 田中貴プロデュース                          |
| 2                 | シランプリ                     | 2012年8月4日   | CD+DVD     | ZC-203                   | 1. シランプリ |                                             |
| 3                 | チョップスティック・ラブ       | 2012年12月29日 | CD         | ZC-204                   | 1. チョップスティック・ラブ 2. 恋はベンチシート                                                                                             | タワーレコード限定                          |
| 4                 | 恋してほしくて                 | 2013年6月12日  | CD         | ZC-207                   | 1. 恋してほしくて 2. You and me | タワーレコード限定                          |
| T-Palette Records |                                |                |            |                          | |                                             |
| 5                 | 忘れられないよ                 | 2013年9月11日  | CD         | TRPC-0056                | 1. 忘れられないよ 2. ダンシングセブンティーン 3. 忘れられないよ（オリジナル・カラオケ） 4. ダンシングセブンティーン（オリジナル・カラオケ） |                                             |
| 6                 | realize!!                      | 2014年4月30日  | CD         | TPRC-0086                | 1. realize!! 2. DROP! 3. realize!!(instrumental) 4. DROP!(instrumental)                                                                     |                                             |
| 7                 | ワンリルキス                   | 2014年8月5日   | CD         | 【初回限定盤】 TPRC-0099 | 1. ワンリルキス 2. まる・さんかく・しかく 3. ワンリルキス (inst) 4. まる・さんかく・しかく(inst)                                            | LIVEPHOTO集つき「四つ折り8Pジャケット仕様」 |
| 7                 | ワンリルキス                   | 2014年8月5日   | CD         | 【通常盤】 TPRC-0100     | 1. ワンリルキス 2. まる・さんかく・しかく 3. ワンリルキス (inst) 4. まる・さんかく・しかく(inst)                                            | 特典シール封入                              |

### 参加作品
| タイトル                                                  | 発売日        | 規格                | 品番       | 参加曲                  | 備考                                                                                  |
| --------------------------------------------------------- | ------------- | ------------------- | ---------- | ----------------------- | ------------------------------------------------------------------------------------- |
| 『アイドルばかりピチカート -小西康陽×T-Palette Records-』 | 2015年4月22日 | CD                  | TKCA-74215 | 「現代人」 「万事快調」 | ピチカート・ファイブ楽曲のカバー・アルバム。 T-Palette Records所属の5グループが参加。 |
| 『アイドルばかりピチカート -小西康陽×T-Palette Records-』 | 2016年4月16日 | 5×7インチ・シングル | JSLP071    | 「現代人」 「万事快調」 | ピチカート・ファイブ楽曲のカバー・アルバム。 T-Palette Records所属の5グループが参加。 |

### コンピレーション・アルバム
- T-Palette Records 3rd Anniversary Mix〜Far Beyond The Dream〜Selected & Mixed by DJ WILDPARTY（2014年6月10日発売、CD:TPRC-0090） - 「realize!!」収録

## 出演

### テレビ
- 声優バラエティー SAY!YOU!SAY!ME!（2011年8月 テレビ愛知）
- 『SAY!YOU!SAY!ME! 夜と朝のあいだSP』（2012年3月20日 テレビ愛知、4月2日,4月5日 AT-X）
- ヒカリ放送記念 ちょっと早い夏祭りスーパー特番AT-X編（6月23日 AT-X）
- ちょっと早い夏祭り特番（2012年6月30日 テレビ愛知）

### ラジオ
- Dear Music Your Songs（2013年6月16日 レインボータウンFM）SAWAとともに公開生放送ゲストとして出演。

### インターネットラジオ
- 『ワンリルキスのSAY!YOU!SAY!ME!R』（2011年 - 2013年 Ustream）
- SAY!YOU!SAY!ME!生配信（2011年 - 2012年 Ustream）